# 国際ボランティア学会
国際ボランティア学会（こくさいボランティアがっかい、英語名 The International Society of Volunteer Studies in Japan ）は、ボランティアに関わる研究者・実践者たちの交流の場として1999年に設立された学会。
主たる事務局を沖縄県名護市にある公立大学法人名桜大学の人間健康学部に置いている。学会HPはhttps://www.isvs.jp/、学会事務局への問い合わせは、contact@isvs.jp　である。

## 設立趣意
学問研究分野もボランティアへの積極的な関わりが期待されている。設立趣意書参照。

## 会員
研究者、ボランティア実践者（NGO / NPO）、社会福祉法人に所属している個人）、学生、法人など

## 活動内容
大会の開催（年1回）、学会誌『ボランティア学研究』の発行、隅谷三喜男賞、村井吉敬賞の選考（年1回）、シンポジウムの開催など